# Colletes schrottkyi
Colletes schrottkyi là một loài Hymenoptera trong họ Colletidae. Loài này được Jörgensen mô tả khoa học năm 1912.